# Plancenoit

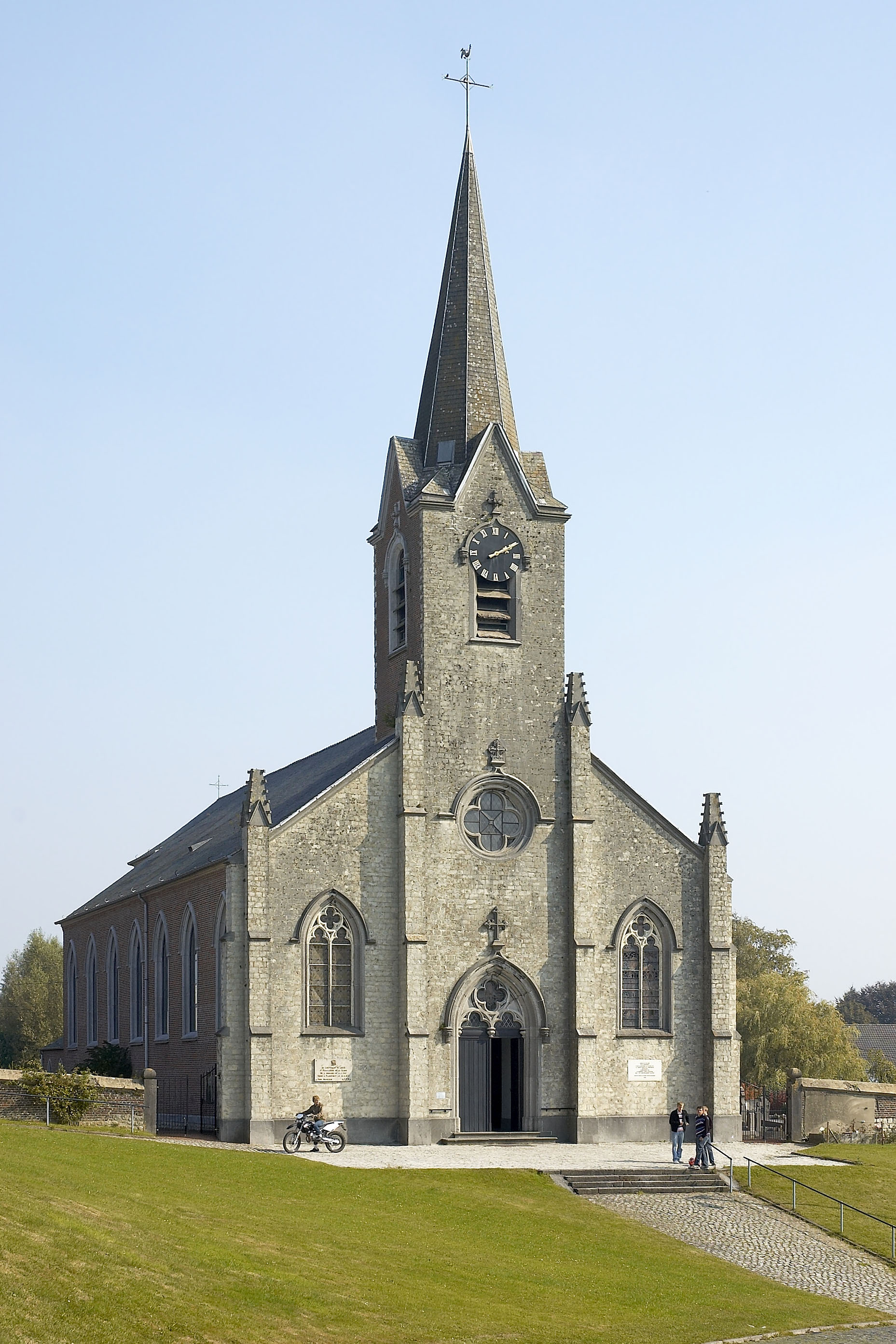
Kirche von Plancenoit

Plancenoit (Planchenois) ist ein Ort in der Provinz Wallonisch-Brabant (Belgien) in der Nähe von Waterloo. Bekannt wurde der Ort durch die Schlacht bei Waterloo im Jahre 1815.

## Schlacht um Plancenoit

### Legende
Am Abend des 17. Juni 1815 suchte die Bevölkerung in den umliegenden Wäldern Zuflucht. Der Priester von Plancenoit blieb und hielt, als wäre nichts passiert, seine Sonntagsmesse; einer dieser Kirchenbesucher war Jean-Baptiste Decoster. Die Legende besagt, dass Napoleon in seinem Hauptquartier die Glocke von Plancenoit zum Frühstück gehört haben soll und darüber sehr überrascht war. Der Wahrheitsgehalt kann zwar nicht überprüft werden, sie wird aber auch im Film Waterloo (1970) aufgegriffen. Insofern ist es ein Wink des Schicksals, denn mit der Eroberung von Plancenoit standen die Preußen im Rücken von Napoleon und damit war seine Position unhaltbar geworden.

### Beschreibung
„Das Corps von Bülow hatte, wie wir oben gesehen haben, um ½ 6 Uhr einen Teil von Planchenoit erobert. Gleich darauf erhielt der Feind eine Verstärkung durch die jungen Garden und den Befehl zum Angriff. Es gelang ihm, das Dorf Planchenoit wieder zu erobern. Zu dieser Zeit war das 2te preußische Armee-Corps bereits auf dem Schlachtfelde angekommen und hatte eine Brigade nach Marensart detachirt.
Ein neuer Angriff wurde vom 4ten Crops auf Planchenoit unternommen – allein, er gelang nicht. Nun rückten Truppen des 2ten Corps mit in die Linie und die 5te Brigade griff mit der 16ten gemeinschaftlich an; 2 Bataillons umgingen das Dorf, es zur rechten liegen lassend. Der Feind wurde aus Planchenoit geworfen, Kanonen genommen und Gefangene gemacht. Die Reste des Feindes gerieten in eben die Unordnung, als die große Masse, welche eben sich bei der Maison du Roi auf der Chaussee fortwälzte.
Wenn das Dorf Planchenoit eine Stunde früher genommen wurde, so könnte die feindliche Armee nicht auf der Chaussee nach Jenappe zurück gehen. Der größte Teil der Artillerie war aber teils auf dem Schlachtfelde, teils in den engen Passagen der Dörfer auf der Chaussee stehen geblieben.
Nach der Wegnahme von Planchenoit wurde es völlig dunkel.
Bei dem Zusammentreffen der beiden Feldmarschälle bei dem Vorwerk Belle-Alliance am Abend 9 Uhr zeigte es sich, dass die Verfolgung des Feindes nicht von beiden Armeen auf einer Straße stattfinden könne, ohne dass Unordnung darauf entstehen würde. Der Fürst Blücher erbot sich zur Verfolgung, und es wurde ausgemacht, dass die englische, hanovrisch-batavische Armee über Nivelles und Binch in Frankreich eindringen würde, während die preußische Armee den Feind auf dem Fuß folgen werde.“

In Plancenoit wird die Schlacht regelmäßig zu Unterhaltungszwecken nachgestellt. Dort befindet sich auch das Schinkel-Tabernakel von Belle-Alliance.